# Wuchanský institut virologie
Wuchanský institut virologie (čínsky v českém přepisu Čung-kuo Kche-süe-jüan Wu-chan Ping-tu Jen-ťiou-suo, pchin-jinem Zhōngguó Kēxuéyuàn Wǔhàn Bìngdú Yánjiūsuǒ, znaky 中国科学院武汉病毒研究所) je výzkumný ústav v oblasti virologie řízený Čínskou akademií věd. Sídlí ve městě Wu-chan, v provincii Chu-pej. Institut byl založen v roce 1956, v roce 2015 zde byla otevřena laboratoř nejvyššího stupně biologického zabezpečení (Biosafety level, BSL-4), první na pevninské Číně.

## Historie
Institut byl založen v roce 1956 pod názvem Wuchanská mikrobiologická laboratoř a spadal pod správu Čínské akademie věd. V roce 1961 byl jeho název změněn na Jihočínský mikrobiologický institut a v roce 1962 se přejmenoval na Mikrobiologický ústav Wu-chan. Když správu převzala Komise pro vědu a technologie provincie Chu-pej, ústav se v roce 1970 stal Mikrobiologickým ústavem provincie Chu-pej. V červnu 1978 se ústav vrátil pod vedení Čínské akademie věd a byl přejmenován na současný Wuchanský institut virologie.
V roce 2015 zde byl ve spolupráci s francouzskými inženýry z Lyonu vybudován Národní ústav pro biologickou bezpečnost, první laboratoř na úrovni nejvyššího stupně biologického nebezpečí (BSL-4) na pevninské Číně. Od původního konceptu z roku 2003 trvala výstavba laboratoře přes deset let a někteří vědci v oboru, jako je americký molekulární biolog Richard H. Ebright, vyjádřili obavy z nedostatečné otevřenosti čínského výzkumu a zmínili opakovaný únik viru SARS z čínských laboratoří v Pekingu. Laboratoř je první z plánované sítě podobných laboratoří (Charbin, Peking a Kchun-ming), kde se plánují i pokusy na primátech, které západní země nepovolují. Další obavy plynou z faktu, že podobné laboratoře ze své podstaty mohou sloužit "dvojímu účelu", tedy vojenskému výzkumu. Laboratoř má silné vazby na Galveston National Laboratory, na Texaské univerzitě.
Ve Virologickém ústavu ve Wu-chanu se konalo 19. listopadu 2019 bezpečnostní školení, na kterém Hu Qian, zástupce ředitele Úřadu bezpečnosti Wuchanského institutu, shrnul řadu běžných problémů zjištěných během procesu kontroly bezpečnosti v uplynulém roce a poukázal na vážné důsledky, které mohou být způsobeny skrytými bezpečnostními riziky. Zdůraznil, že náprava skrytých rizik musí být důkladná. Konference se konala s ohledem na mnoho rozsáhlých případů bezpečnostních nehod doma i v zahraničí v posledních letech.

## Výzkum koronavirů
V roce 2005 skupina zahrnující vědce z Wuchanského institutu pro virologii zveřejnila výzkum původu koronaviru SARS-CoV-1, přičemž zjistila, že netopýři z rodu vrápenců jsou přírodními nositeli koronavirů podobných SARS-CoV. Vědci z ústavu pokračovali ve výzkumu několik let a odebrali vzorky tisíců vrápenců v lokalitách po celé Číně, přičemž izolovali od tohoto druhu netopýrů přes 300 sekvencí koronaviru.
V roce 2015 publikoval patnáctičlenný tým amerických (převážně z University of North Carolina) a dvou čínských vědců z wuchanského institutu závěry výzkumu, který potvrdil možnost přenosu koronaviru SHC014-CoV z infikovaných netopýrů do buněk HeLa. Vědci vytvořili hybridní virus kombinující netopýří koronavirus s virem SARS-CoV, jenž byl schopen infikovat lidské buňky a úspěšně se v nich množit. V roce 2016 publikoval stejný tým práci, ve které popsal pokusy s chimérickým SARS-like WIV1-CoV virem vytvořeným v laboratoři syntézou z viru SARS a plasmidu WIV 1 (Wuchan institute of Virology 1) obsahujícího informaci pro spike protein. Virus byl schopen replikace v kulturách lidských plicních buněk i v pokusech in vivo na za tímto účelem vytvořené myší linii. Materiál (virus a plasmid) k experimentům poskytl Wuchanský Institut Virologie. Wuchanský institut virologie získával po pět let granty ve výši 600 000 dolarů ročně prostřednictvím americké neziskové organizace EcoHealth Alliance z prostředků NIH (National Institutes of Health, USA). NIH nakonec toto financování ukončil a podle Anthony Fauciho nebyly tyto prostředky primárně určeny na výzkum typu "gain of function", který slouží k takovým genetickým manipulacím viru, kterými se zvyšuje jeho infekčnost nebo patogenicita.
Podle dokumentů zveřejněných americkou vládou, spolupracovala EcoHealth Alinace s Wuchanským institutem nadále na výzkumu typu gain-of-function s virem MERS a posílala mu vzorky netopýřích virů z Laosu. Jeden z těchto virů, označovaný BANAL-52, má vazebné místo pro ACE2 receptor téměř identické se SARS-CoV-2 a váže se na tento receptor se stejnou afinitou. Od vazebného místa SARS-CoV-2 se liší se pouze v 1-2 aminokyselinách. Epidemie covid-19 vypukla krátce poté, co Wuchanský institut obdržel vzorky netopýřích virů z Laosu. Za zcela zásadní nepřímý důkaz pro původ epidemie v tomto institutu je považován fakt, že žádný z dosud zkoumaných zvířecích virů neobsahuje tzv. furin cleavage site - tzn. vloženou sekvenci čtyř aminokyselin 682-RRAR-685 ve spike proteinu, která po štěpení tzv. furinovou proteázou přítomnou na buněčné membráně umožní viru vstup do buňky.
V roce 2017 oznámil tým z Wuchanského institutu, že v sekvenovaných genomech 15 kmenů koronavirů, které byly nalezeny u netopýrů z rodu vrápenců žijících v jeskyni v provincii Jün-nan, jsou veškeré části genomu lidského viru SARS-CoV. Přestože žádný z kmenů netopýřích koronavirů neobsahoval kompletní genom SARS-CoV, dá se předpokládat, že přímý předek lidského viru vznikl v této jeskyni. Tým, jenž strávil pět let sbíráním vzorků netopýrů z této jeskyně, upozornil, že pouze kilometr od jeskyně se nachází vesnice, a varovali před „rizikem přenesení viru na lidi a výskytu viru podobného SARSu“. Záhadou zůstává, jak se virus z Jün-nanu dostal do 1 000 km vzdáleného Kuang-tungu, aniž by předtím nakazil místní obyvatelstvo.
Videa a obrázky z přednášek ve Wuchanském institutu z roku 2018 dokládají, že zaměstnanci sbírali vzorky trusu netopýrů holýma rukama bez jakýchkoli ochranných pomůcek. Podle zprávy výboru pro bezpečnost byly ve Wuchanském virologickém institutu zjištěny nedostatky v dodržování bezpečnostních pravidel již před propuknutím pandemie. Jedna postgraduální studie, později stažená z internetu, uvedla že se našly protilátky proti koronaviru u tří horníků, kteří zemřeli roku 2012 na onemocnění podobné covidu. Vedoucí výzkumu Š´Čeng-li při šetření v roce 2012 původně uvedla, že horníci zemřeli na koronavirovou infekci, ovšem v březnu 2020 už tvrdila, že zemřeli na plicní plísňovou infekci. Šlo o stejný měděný důl v Jün-nanu kde pracovníci Wuchanského institutu odebírali vzorky trusu netopýrů.
Podle amerického deníku The Washington Post, vlastněného Jeffem Bezosem, dva roky před vznikem pandemie covidu-19-, v lednu a březnu 2018, navštívili diplomaté Spojených států Wuchanský institut virologie. Americkou delegaci vedl generální konzul ve Wuchanu Jamison Fouss a poradce na velvyslanectví pro životní prostředí, vědu a technologie Rick Switzer. Američtí diplomaté se při svých návštěvách setkali s vedením institutu, včetně Š’ Čeng-li, vedoucí týmu, který se zabýval koronaviry netopýrů. Poslali americké vládě do Washingtonu dvě oficiální varování o nedostatečném zabezpečení laboratoře, která jako první v Číně získala status nejvyšší bezpečnostní ochrany (Biosecurity level 4, BSL-4). V odeslaných zprávách do Washingtonu podle deníku The Washington Post vyjádřili znepokojení nad nedostatečným počtem kvalifikovaných vědců i dalšího personálu, upozornili na slabiny v zabezpečení i zacházení s nebezpečným materiálem a vyzvali vládu USA k poskytnutí podpory čínskému Institutu.
V první zprávě se objevilo i varování, že tamní výzkum koronavirů netopýrů a jejich možného přenosu na lidi může být zárodkem příští pandemie. S čínskými vědci spolupracovala Galveston National Laboratory at the University of Texas Medical Branch, ale žádost o další pomoc Trumpova administrativa ignorovala. O těchto návštěvách vydal Wuchanský institut virologie tiskové prohlášení, které umístil na webové stránky institutu. Podle něho Američané vyjádřili snahu najít vzájemnou shodu a dále spolupracovat v oblasti výzkumu a zdravotnictví. Druhý dubnový týden v roce 2020 toto prohlášení Institut odstranil, to však zůstává dostupné v internetovém webovém archívu.
Z webu Wuchanského institutu virologie v poslední době zmizela některá jména postgraduálních studentů, mimo jiné Chuang Jen-ling (která pracovala v institutu do roku 2015 a poté se přestěhovala mimo provincii Chu-nan) o které vznikly spekulace, že mohla být první nakaženou. Podivné dění kolem laboratoře potvrdil i český sinolog Filip Jirouš, který zjistil, že „Z webu zmizela celá laboratoř“. Stránka Center for Virus Pathology: Research Group of Molecular Immunology (Yanyi WANG) je nedostupná
Obava, že výzkum čínských vědců znamená ohrožení veřejného zdraví se netýkala pouze Wuchanského institutu virologie, ale také centra pro kontrolu nakažlivých nemocí Wuhan Center for Disease Control (WHCDC), které pracuje s nižším stupněm zabezpečení (BSL-2) a je od tržnice vzdáleno pouhých 280 metrů.  V této laboratoři podle svědectví tamních výzkumníků zkoumali nemocná zvířata, kromě jiného i 600 netopýrů.
Čínský bulvární deník Global Times řízený Komunistickou stranou Číny důrazně varuje před konspirační teorii šířenou ze Spojených států, že jeden z výzkumníků Virologického institutu Chuang Jen-ling byla prvním nakaženým covidem-19. V květnu 2021 ale The Wall Street Journal zveřejnil zjištění amerických tajných služeb, že tři zaměstnanci Wuchanského virologického institutu onemocněli v listopadu 2019 s příznaky podobnými covid-19 a byli léčeni v místní nemocnici.
O úniku viru z laboratoře je přesvědčena i čínská viroložka Jen Li-meng. Utvrdila ji v tom jak debata s některými kolegy z laboratoří, tak její vlastní analýza genetického kódu viru, který byl dostupný ve sdílené databázi. Došla k závěru, že SARS-CoV-2 je produktem tzv. gain-of-function výzkumu, přičemž jako předloha zřejmě posloužily koronaviry ZC45 a/nebo ZXC21. Tyto příbuzné koronaviry byly svého času izolovány vědci z čínské vojenské virologické laboratoře. Svá tvrzení o laboratorním původu viru podložila argumenty ve své odborné práci, kterou zveřejnila na nezávislém serveru Zenodo 14. září 2020. Jen Li-meng to nahlásila svým nadřízeným, kteří jsou vyhlášenými koronavirovými experty a konzultanty Světové zdravotnické organizace. Doufala, že to povede k tlaku na čínskou vládu, aby začala adekvátně jednat. Místo toho se jí dostalo varování, že může „zmizet“ podobně, jako se to stalo v roce 2019 tisícům mladých protestujících z Hongkongu. Nakonec koncem dubna 2020 odletěla z Hongkongu do USA, kde se skrývá na neznámém místě.
Názor, že covid-19 pochází přímo z Wuchanského institutu virologie, kde byl uměle vyvinut, zastává například francouzský virolog Luc Montagnier, nositel Nobelovy ceny za fyziologii nebo lékařství v roce 2008. Podle International Business Times také profesor Petr Chumakov, mikrobiolog a hlavní výzkumník v Engelhardt Institute of Molecular Biology v Moskvě, prohlásil, že Wuchanský virologický institut dělal "zcela šílené experimenty". Podle něj se tamní vědci zabývali patogenicitou netopýřích koronavirů a v rámci výzkumu vytvořili jejich různé umělé varianty, mimo jiné vložením sekvencí, které jim umožnily infikovat lidské buňky.
Také česká molekulární bioložka Soňa Peková, která se podrobně zabývala studiem koronavirů, usuzuje že genom SARS-CoV-2 nemohl vzniknout přirozenou rekombinací. Jeho počáteční přepisovaná sekvence na 5´konci RNA, která zahrnuje jen 265 nukleotidů, obsahuje 26–27 unikátních záměn nukleotidů, které lze jen stěží považovat za kumulaci přirozených mutací.

### Pandemie covidu-19
V prosinci 2019 byly zdravotním orgánům ve Wu-chanu hlášeny případy pneumonie spojené s tehdy neznámým koronavirem. Institut zkontroloval svou sbírku koronavirů a v lednu 2020 zjistil, že nový virus je z 96 % identický se vzorkem, který vědci odebrali z netopýrů v jihozápadní Číně. V roce 2020 se virus začal šířit po celém světě.
Ve stejném velkoměstě jako institut, na protějším břehu řeky Jang-c’-ťiang, oddělený 12 km městské zástavby, se nachází velkoobchodní tržnice Chua-nan, kde byly zaznamenány jedny z prvních případů nakažených lidí novým neznámým koronavirem, původě pojmenovaným 2019-nCoV, později přejmenován na SARS-CoV-2. Necelých 300 metrů od tržnice Chua-nan se pak nachází další pracoviště, kde laboratorně zkoumají netopýry, Wuchanské centrum pro prevenci nemocí.
Ve Wuchanském institutu se studiu koronavirů, jejichž hostitelem jsou netopýři, věnovala 15 let viroložka Š’ Čeng-li, která sama popsala desítky SARS-like virů. Institut na svých stránkách zveřejnil 24. prosince 2019 zprávu o objevu přenosnosti netopýřích koronavirů na člověka a nabídku práce pro další výzkumníky. Š’ Čeng-li vyjádřila překvapení, že se epidemie objevila právě v centrální Číně, protože tyto druhy jsou typické pro subtropické provincie a oblasti Kuang-tung, Jün-nan a Kuang-si. Sama připustila, že koronavirus mohl uniknout i přes veškerá bezpečnostní opatření z laboratoře. Pro únik z laboratoře svědčí zejména fakt, že se tam prováděly nebezpečné experimenty typu "gain of function" a virus měl hned od počátku vlastnosti, které mu dovolily šířit se v lidské populaci a sekvence, které nemá žádný potenciální mezihostitel. Významné mutace původního genomu se objevily až v průběhu celosvětové pandemie. Nicholas Wade, který podrobně analyzoval veškeré možnosti soudí, že varianta vytvoření viru v laboratoři je mnohem pravděpodobnější než jeho přírodní původ.
Celá kauza byla od počátku silně zpolitizovaná a přední americká média odmítala publikovat články, které pracovaly s nejpřirozenějším vysvětlením, kterým byl únik z laboratoře. Readaktoři vnímali tuto verzi jako politicky výbušnou a od okamžiku, kdy se jejím zastáncem stal prezident Trump, i jako rasistickou. Jako poradci médií vystupovali vědci, kteří později přiznali, že jejich závěry o přírodním původu viru byly ukvapené a stopy zametal zejména Steve Daszak, který byl v riskantním výzkumu koronavirů typu "gain of function", přímo zapojen. Celou historii popírání laboratorního původu Sars-Cov-2 shrnuje v obsáhlém článku z 5. ledna 2024 Jim Edwards.
Jiné nepodložené práce operují s teorií, že se virus z netopýra dostal na tržnici, kde se mohl zkombinovat s jiným koronavirem (nejpravděpodobněji hadím, či savčím), zmutovat a přenést se na člověka. Počátkem roku 2020 se objevily teorie, že běžně se vyskytující hadí či savčí koronavirus zmutoval a přenesl se na člověka přímo na tržnici a s laboratoří nemá jeho výskyt spojitost.
Tim Trevan, konzultant v oboru biologické bezpečnosti, zdůraznil, že aby byly laboratoře BSL-4 opravdu bezpečné, je potřeba, aby vše probíhalo maximálně transparentně – a je podle něj otázkou, zda je to v Číně možné. Podle Richarda Ebrighta, molekulárního biologa z Rutgersovy university, virus SARS unikl z vysoce zabezpečených zařízení v Pekingu rovnou několikrát. Podle něj také není věrohodná argumentace nutností výzkumu. Původ viru se stal předmětem mnoha konspiračních teorií, včetně názoru šířeného na čínských sociálních sítích, že infekce je součást amerického tajného programu k oslabení Číny a že se jedná o mediální válku, jejímž cílem je ukázat Čínu jako zaostalou zemi.
Podrobný souhrn dosavadních informací o výzkumu netopýřích virů ve Wuchanském institutu virologie, zabezpečení i možnostech, že virus SARS-CoV-2 unikl odtud, zveřejnil list The Washington Post. Připomíná se tu, že první nakažení nemají žádnou souvislost s tržnicí, kde se prodávala divoká zvířata.
Záhadný původ viru se stal politicky citlivým tématem a čínské státní orgány začaly od 25. března cenzurovat zprávy o SARS-CoV-2. Speciální skupina pro kontrolu a prevenci covidu-19 při Státní radě ČLR vydala nařízení, aby všechny vědecké publikace na téma koronaviru a zejména jeho původu byly posuzovány v přísném režimu a nabídnuty k uveřejnění až po schválení uvnitř instituce. Takové oznámení se objevilo např. na webové stránce University of Geoscience ve Wu-chanu nebo Univerzity ve Fudanu, ale vzápětí bylo odstraněno.
Šanghajská laboratoř s certifikací BSL-3, sídlící v místním Centru veřejného zdraví (Shanghai Public Health Clinical Centre), která jako první už 11. ledna 2020 zveřejnila kompletní sekvenci viru SARS-CoV-2 na otevřené platformě virological.org, byla následujícího dne uzavřena nařízením Šanghajské zdravotní komise kvůli blíže nespecifikované "rektifikaci". Opakované žádosti jejich pracovníků o obnovení provozu zůstaly bez odpovědi. Článek v němž byla zveřejněna kompletní sekvence RNA nového koronaviru vyšel v časopisu Nature 3. února 2020.
Jeden z čínských vědců pro CNN uvedl, že nařízení je součástí snahy ČLR změnit legendu tak, aby z ní zmizelo povědomí o vzniku pandemie na území Číny. Zároveň vyjádřil obavu, že jakékoli objektivní vyšetření původu onemocnění bude znemožněno.
Západní tajné služby pěti států (Five Eyes) vypracovaly patnáctistránkovou zprávu, ve které obviňují Čínu, že znemožňuje vyšetřit původ viru tím, že zamezila zveřejnění informací, záměrně zničila důkazy v laboratořích i na Wuchanském tržišti a umlčela nebo internovala lékaře, kteří se ke vzniku pandemie veřejně vyjádřili. Zároveň odmítá poskytnout živé vzorky původního viru a komplikuje tak přípravu vakcíny. Mezi Čínskou akademií věd a australskou Commonwealth Scientific and Industrial Research Organisation (CSIRO) existovala od roku 2006 vzájemná dohoda o spolupráci a vědci Wuchanského institutu virologie se školili v Animal Health Laboratory, v Geelongu, ve státě Victoria. Společné projekty zahrnovaly studium netopýřích koronavirů i SARS.
Čína zároveň začala šířit dezinformace o vzniku pandemie a snažila se diplomatickým nátlakem i výhrůžkami zablokovat zprávu Evropské unie, která se tím zabývala. Zpráva nakonec vyšla později a zmínka o "čínské globální dezinformační kampani" z ní byla vypuštěna.
Podezřelé okolnosti kolem původu viru a snahy Čínské vlády zahladit veškeré stopy, které by napomohly vyšetřování, shrnuje článek Toxic: How the search for the origins of COVID-19 turned politically poisonous z roku 2024. V něm se mimo jiné uvádí, jak byly zahlazeny zprávy o prvních nakažených a vědci, kteří by mohli podat informace byli zastrašováni a mají zákaz cestovat na zahraniční konference. Vrcholní zdravotní úředníci byli podrobeni stranickému disciplinárnímu řízení. Trh ve Wuchanu byl před inspekcí úředníků z Pekingu 31. prosince 2019 kompletně desinfikován. Laboratoř virologa Zhang Yongzhena, který publikoval první sekvenci viru, byla uzavřena. Spoluvinu mají patrně i američtí vědci z Texaské laboratoře, kteří s Wuchanským institutem spolupracovali a předem své čínské kolegy varovali před vyšetřováním již 9. února 2020. Jednáním s WHO byl pověřen politik Liang Wannian, který mezinárodní vyšetřovací komisi neumožnil ani cestovat do Wuchanu a čínská media obdržela příkaz nepublikovat bez povolení žádné informace o původu viru.